# Roxanne Lowitová
Roxanne Lowitová (nepřechýleně Roxanne Lowit; ? – 13. září 2022) byla americká fotografka módy a celebrit působící v New Yorku, o které se říkalo, že se „stala stejně celebritou jako ti, které fotografovala“.

## Kariéra
Lowitová nechodila do školy, aby se stala fotografkou. Vystudovala na Fashion Institute of Technology v New Yorku obor dějin umění a textilní design. Právě během své úspěšné kariéry textilní návrhářky si uvědomila. „Malovala jsem a byli tam lidé, které jsem žádala, aby mi seděli modelem, ale neměli čas, tak jsem je začala fotografovat. Líbilo se mi potěšení získat okamžitý obraz, takže jsem své štětce vyměnila za fotoaparát."
Lowitová začala fotografovat koncem 70. let, kdy se svým přístrojem Instamatic fotografovala své vlastní návrhy na módních přehlídkách v New Yorku. Netrvalo dlouho a dokumentovala všechny návrháře v Paříži, kam se její přátelé – modelky jako Jerry Hall – vkradli do zákulisí. Právě tam našla své místo (a kariéru) v módě. "Pro mě to bylo místo, kde se to stalo," říká. „Nikdo si nemyslel, že se v zákulisí něco děje, takže jsem byla léta sama a milovala jsem to. Asi jsem to dělala moc dobře, protože teď je zákulisí fotografy přeplněné. Ale je tu dost místa pro všechny."
Autorčiny fotografie se objevily v mnoha časopisech, jako je Italian Vanity Fair, francouzský Elle, V Magazine a Glamour, a staly se nástrojem pro většinu její reklamní práce, včetně kampaní pro Dior, Barney's NY a Vivienne Westwood. 

## Samostatné výstavy
- 2011 Legendární soukromí; Kaune, Sudendorf Gallery, Kolín nad Rýnem, Německo

## Publikace
- Roxanne Lowitová: Moments (1990)
- Roxanne Lowitová: Lidé (2001)
- Roxanne Lowitová: "Backstage Dior", předmluva a móda od Johna Galliana (2009)
- Roxanne Lowitová: "Yves Saint Laurent", předmluva Pierre Berge (2014)

## Ceny a ocenění
V roce 2015 získala Lowitová ocenění Lucie Awards za úspěch v módní fotografii.